# Чемпіонат Європи з біатлону 2017
Відкритий чемпіонат Європи з біатлону 2017 року (англ. IBU Open European Championships 2017) — це змагання спортсменів національних збірних, що пройшли з 25 по 29 січня 2017 року в польському місті Душники-Здруй на Душники Арена (Duszniki Arena) (Польща).
Спортсмени (чоловіки і жінки) національних збірних (серед яких навіть Бразилія), змагалися на трасі, що побудована в Орлицьких горах (850 метрів над рівнем моря).
Розіграно 8 комплектів медалей: по два в спринті, переслідуванні та індивідуальних гонках і по одній в змішаній та одиночній змішаній естафеті.

## Українські спортсмени
В складі національної збірної України на чемпіонаті виступають:
- Жінки: Юлія Джима, Ірина Варвинець, Анастасія Меркушина, Юлія Журавок, Яна Бондар.
- Чоловіки: Олександр Жирний, Віталій Кільчицький, Володимир Семаков, Артем Тищенко, Руслан Ткаленко.

## Загальний медальний залік

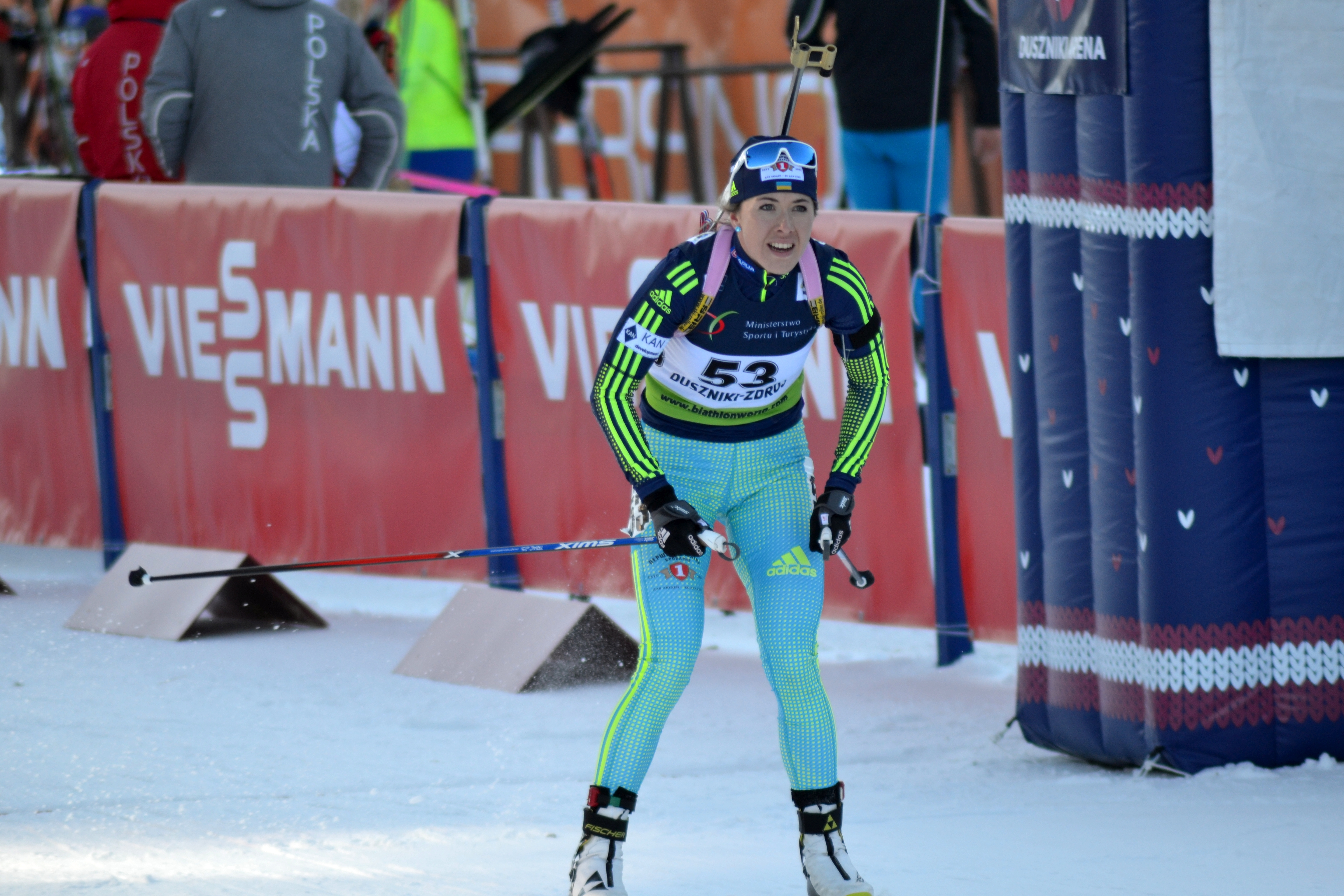
Українка Юлія Джима виборола 27 січня золоту медаль в спринтерській гонці, а 28 січня — в гонці-переслідування

| Місце | Країна   |   |   |   | Разом |
| ----- | -------- | - | - | - | ----- |
| 1     | Росія    | 6 | 4 | 3 | 13    |
| 2     | Україна  | 1 | 1 | 2 | 4     |
| 3     | Болгарія | 1 | 1 | 1 | 3     |
| 4     | Норвегія | 0 | 2 | 0 | 2     |
| 5     | Латвія   | 0 | 0 | 1 | 1     |
| 6     | Польща   | 0 | 0 | 1 | 1     |
| РАЗОМ |          | 8 | 8 | 8 | 24    |

## Результати гонок чемпіонату
| Гонка                                                                                 | Чоловіки | Жінки |
| ------------------------------------------------------------------------------------- | --- | --- |
| Індивідуальна гонка 1. 25 січня 2017 Чоловіки: 20 км 2. 25 січня 2017 Жінки: 15 км    | 1. Олександр Логінов 49:54.3 (1) 2. Красімір Анев +11.4 (0) 3. Олексій Слєпов +53.6 (0) 4. Юрій Шопін +1:02.3 (1) 5. Олексій Волков +1:35.6 (1) 6. Дмитро Малишко +1:48.5 (1) 7. Сергій Бочарніков +1:53.2 (1) 8. Тобіас Арвідсон +1:57.1 (0) 9. Ерлен Б'єнтегор +1:57.2 (2) 10. Емільєн Жаклен +2:05.5 (1) …21. Руслан Ткаленко +3:40.1 (2) …35. Олександр Жирний +4:40.2 (3) …60. Артем Тищенко +6:30.7 (1) …83. Андрій Доценко +9:11.4 (5). | 1. Ірина Старих 44:24.7 (0) 2. Світлана Слєпцова +1:03.8 (1) 3. Анастасія Меркушина +1:05.0 (1) 4. Елізабет Гегберг +1:37.9 (0) 5. Світлана Миронова +1:41.5 (2) 6. Каролін Хорхлер +1:41.8 (0) 7. Байба Бендіка +2:28.9 (1) 8. Ольга Якушова +3:20.3 (2) 9. Дар'я Віролайнен +3:29.9 (3) 10. Магдалена Гвіздонь +3:30.7 (2) 11. Юлія Журавок +3:32.1 (1) …14. Яна Бондар +4:31.7 (4).                    |
| Спринт 1. 27 січня 2017 Чоловіки: 10 км 2. 27 січня 2017 Жінки: 7,5 км                | 1. Владімір Ілієв 24:26.9 (1) 2. Олександр Логінов +4.9 (0) 3. Красімір Анев +16.7 (0) 4. Андрейс Расторгуєвс +17.3 (2) 5. Олексій Волков +28.1 (0) 6. Томаш Крупчік +28.8 (0) 7. Філіп Наврат +31.7 (1) 8. Ветле Шостад Крістіансен +41.5 (0) 9. Арістід Бегю +41.8 (0) 10. Фредрік Гьессбакк +44.5 (1) …22. Руслан Ткаленко +1:05.1 (1) …27. Олександр Жирний +1:14.5 (1) …73. Андрій Доценко +2:34.4 (3) …. Артем Тищенко.                  | 1. Юлія Джима +21:02.3 (0) 2. Світлана Слєпцова +27.0 (0) 3. Ірина Старих +37.8 (1) 4. Надін Горхлер +42.2 (0) 5. Денізе Геррманн +47.7 (2) 6. Магдалена Гвіздонь +49.8 (1) 7. Вероніка Віткова +53.9 (2) 8. Дар'я Віролайнен +57.8 (2) 9. Анна Нікуліна +1:04.4 (0) 10. Меріон Роннінг-Хубер +1:05.8 (0) …21. Юлія Журавок +1:37.1 (0) …24. Яна Бондар +1:49.3 (3) Іртина Варвинець Анастасія Меркушина. |
| Гонка переслідування 1. 28 січня 2017 Чоловіки: 12,5 км 2. 28 січня 2017 Жінки: 10 км | 1. Олександр Логінов 31:46.2 (1) 2. Євген Гаранічев +27.8 (1) 3. Андрейс Расторгуєвс +59.5 (4) 4. Олексій Волков +1:01.6 (1) 5. Красімір Анев +1:28.6 (2) 6. Ветле Шостад Крістіансен +1:31.4 (2) 7. Фредрик Гьесбакк +1:31.7 (2) 8. Томаш Крупчік +1:34.0 (3) 9. Давид Коматц +1:36.2 (1) 10. Филипп Наврат +1:37.4 (3) …15. Олександр Жирний +2:04.7 (1) …. Руслан Ткаленко.                                                                 | 1. Ірина Старих 30:04.4 (0) 2. Юлія Джима +19.8 (2) 3. Світлана Слєпцова +32.1 (1) 4. Вероніка Віткова +47.8 (2) 5. Світлана Миронова +1:29.6 (3) 6. Моніка Гойніш +1:29.8 (1) 7. Дар'я Віролайнен +1:38.6 (4) 8. Анна Нікуліна +2:01.7 (2) 9. Надін Горхлер +2:07.6 (3) 10. Івона Фіалкова +2:08.6 (3) … Юлія Журавок … Яна Бондар.                                                                      |
| Одиночна змішана естафета 1. 29 січня 2017 Жінки + Чоловіки: 1х6 + 1х7,5 км           | 1. Росія 37:10.2 (0+7) (Дар'я Віролайнен, Євген Гаранічев) 2. Норвегія +6.3 (0+7) (Інгрід Таннревольд, Ветле Шостад Крістіансен) 3. Польща +13.9 (0+5) (Христина Гузик, Гжегож Гузик) 4. Україна +20.9 (0+5) (Іртина Варвинець, Андрій Доценко). | 1. Росія 37:10.2 (0+7) (Дар'я Віролайнен, Євген Гаранічев) 2. Норвегія +6.3 (0+7) (Інгрід Таннревольд, Ветле Шостад Крістіансен) 3. Польща +13.9 (0+5) (Христина Гузик, Гжегож Гузик) 4. Україна +20.9 (0+5) (Іртина Варвинець, Андрій Доценко). |
| Змішана естафета 1. 29 січня 2017 Жінки + Чоловіки: 2×6 + 2×7,5 км                    | 1. Росія 1:12:26.0 (0+6) (Ірина Старих, Світлана Слєпцова, Олексій Волков, Олександр Логінов) 2. Норвегія +36.4 (0+9) (Каролін Ердаль, Меріон Роннінг-Хубер, Ерлен Бьентегор, Фредрік Гьессбакк) 3. Україна +37.1 (1+6) (Анастасія Меркушина, Юлія Джима, Олександр Жирний, Руслан Ткаленко). | 1. Росія 1:12:26.0 (0+6) (Ірина Старих, Світлана Слєпцова, Олексій Волков, Олександр Логінов) 2. Норвегія +36.4 (0+9) (Каролін Ердаль, Меріон Роннінг-Хубер, Ерлен Бьентегор, Фредрік Гьессбакк) 3. Україна +37.1 (1+6) (Анастасія Меркушина, Юлія Джима, Олександр Жирний, Руслан Ткаленко). |